# Josef Krofta (divadelník)
Josef Krofta (30. března 1943, Uherské Hradiště – 18. března 2015, Hradec Králové) byl český režisér loutkového divadla a vysokoškolský pedagog, průkopník  alternativního loutkového divadla.

## Život

### Studium
Pocházel z Uherského Hradiště. Studoval na střední škole v Nymburce a poté byl učněm-mechanikem v Praze. Se spolužáky založili divadelní kroužek ZkraDiPo (Zkrachovalé Divadlo Poezie). Svým výkonem zaujal principála souboru Paravan J. R. Picka a stal se členem Státního divadelního studia, které zastřešovalo i Semafor a Činoherní klub. Zde se přihlásil po uvolnění politických poměrů ke studiu Divadelní fakulty Akademie múzických umění obor režie-dramaturgie na Katedře loutkářství. Roku 1966 absolvoval v Malém divadle v Českých Budějovicích inscenací podle Jana Wericha Tři veteráni. Podle vlastních slov mu však chyběla obhajoba diplomové práce. Kvůli označení za politicky nežádoucího tak získal vysokoškolský titul až dodatečně v roce 1989.
Při studiích v 60. letech a krátce poté pracoval v Československém rozhlase. Pak nastoupil základní vojenskou službu ve vojenském uměleckém souboru v Bratislavě. Po návratu z vojny roku 1968 přešel do rozhlasového studia v Českých Budějovicích.V srpnu 1968 vysílal spolu s kolegy po telefonních linkách přes Linec protiokupační reportáže. To pro něj později znamenalo zákaz vstupu do médií a znovu se ocitl v Malém divadle v Českých Budějovicích.

### Režisér
Jako režisér působil od roku 1968 v Malém divadle v Českých Budějovicích, kde inscenace Křesadlo (autor: H. Ch. Andersen a M. Pavlík, 1971), Setkání s Dionýsem (autor:  Ivan Pilný, 1971), Mastičkář (autor: J. Kopecký, výprava Jaroslava Žátková 1971), Sluha a tři mušketýři (autor:  A. Dumas a Jiří Středa, 1972) byly pro loutkářskou veřejnost objevem. O tři roky později začal režírovat v Divadle Drak v Hradci Králové, kde se roku 1981 stal uměleckým šéfem. Souběžně režijně působil i v pražském Divadle Spejbla a Hurvínka, kam ho pozval Miloš Kirschner, aby představil postavy Spejbla a Hurvínka v jiných souvislostech. Připravil tu dvě inscenace: Katastrofa v katastru O – Spejblovy katastrofóry pro dospělé aneb Hurvínkova cesta k protinožcům (a: Jiří Plachetka a Miloš Kirschner, 1977) a Galakoncert u Spejblů (1979).

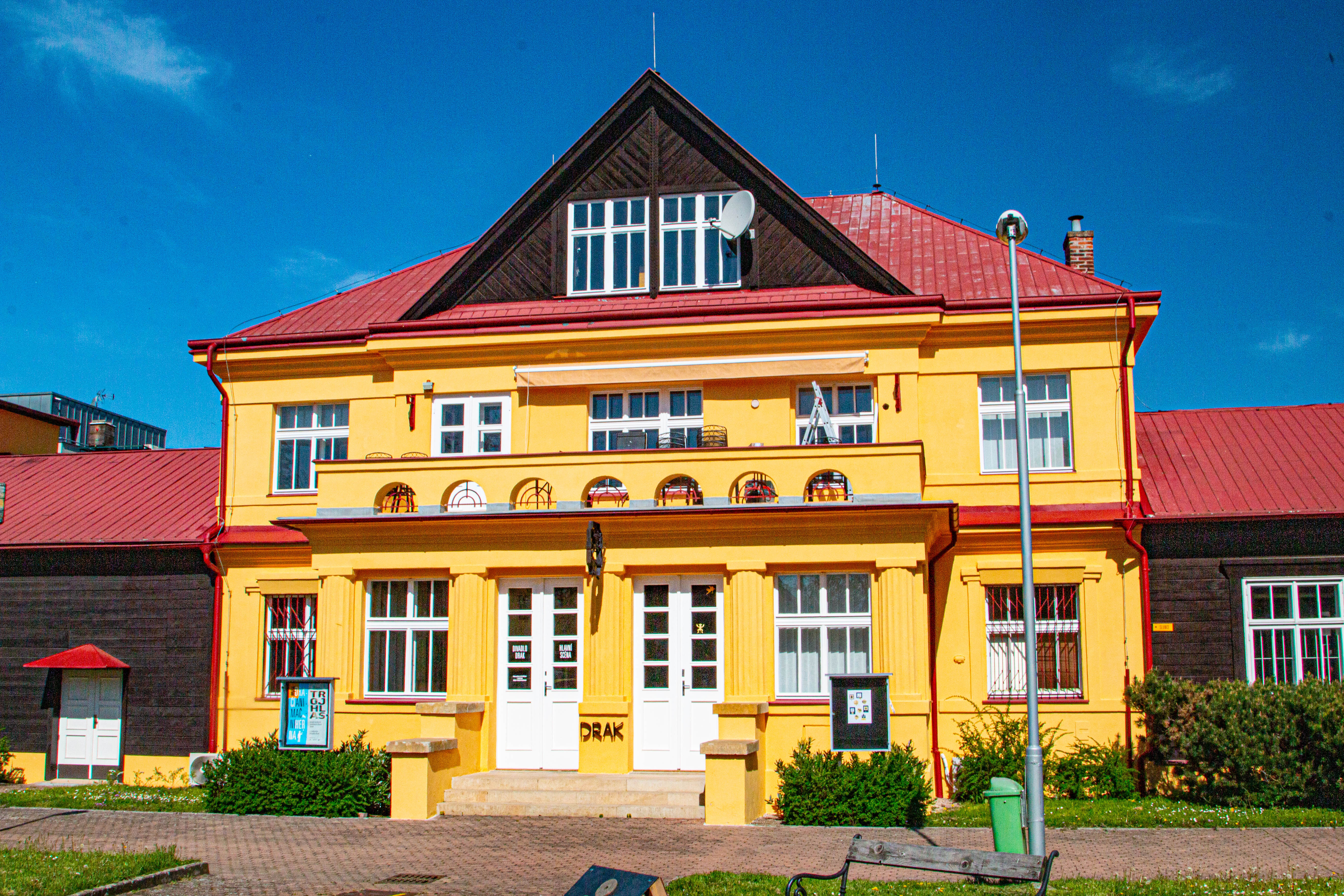
Divadlo DRAK v Hradci Králové

Mezi jeho nejvýznačnější díla na prknech hradeckého divadla DRAK patří inscenace Enšpígl, Šípková Růženka, Petruška, Unikum – dnes naposled!, Píseň života, Sen noci svatojánské, Prodaná nevěsta nebo Pinokio. Jako své loutkářské vzory v rozhovoru pro Reflex uvedl Matěje Kopeckého. Ve svých inscenacích přesouval důraz z literární složky díla na jevištní výrazové prostředky a funkčně využíval souhry loutky s živým hercem. „Možná jsem měl štěstí, že jsem se klasické loutkové divadlo nestačil naučit,“ zdůvodnil to v dokumentárním cyklu České televize Evropané. Některé scénáře divadla byly kolektivním dílem celého souboru (např. Šípková Růženka). Užívaly se různé typy loutek (marionety na vodících drátech i na nitích, maňásci, vajangy, manekýni), ale i masky, někdy pouze věci. Akcentováním herectví v rámci komplexního divadelního pojetí vnesl během svého působení v divadle DRAK nové podněty i do světového loutkářství.
V hradeckém Studiu Beseda (1980–1984), zkušebně Divadla Vítězného února v Hradci Králové (dnes Klicperovo divadlo), vznikly jeho odvážné inscenace, často s politickým podtextem, mísící činoherní a loutkové divadlo. 

#### Tvůrčí krédo
Dospěl ke specifickému přístupu k loutkám, který se stal jeho tvůrčím krédem: „Animovat neznamená pohybovat, ale dávat duši – od latinského slova anima. Vdechnout duši předmětu není totéž jako udělat perfektní kopii něčeho. Dobrý animátor není ten, kdo dokáže, aby loutka nabrala kousek špagety na vidličku. To je řemeslo. Umělec nás musí přesvědčit, že každá věc, které se dotkne, je živá, obdařená duší, kterou animátor právě objevil. Loutka musí být použita jen tehdy a tam, kde bude plně funkční, kde dokáže to, co nemůže udělat živý herec.“ Umění pro něj nebyla nápodoba skutečnosti, ale nové užití elementů skutečnosti. Byl přesvědčen, že každé představení může být mnohastupňové – každý divák si ve svém prožitku dojde do patra, na které stačí. Při inscenační tvorbě kladl důraz na jevištní výrazové prostředky, interakci režiséra s výtvarníkem, dramaturgem a herci. K jeho inscenacím neodmyslitelně patřily nejen loutky, ale taky živě hraná hudba a humor.

### Mezinárodní aktivity
Souběžně s uměleckým vedením v Hradci Králové působil režijně i v zahraničí, zejména v dánském Odense Theatre, kde uvedl do života česko-dánský projekt Královna Dagmar .
V roce 1975 se zúčastnil prvního mezinárodního projektu: divadlo DRAK spolu s polským Teatrem Lalek Marcinek v Poznani a Krajským bábkovým divadlem v Banské Bystrici nastudovalo inscenaci Jánošík (a: J. V. Dvořák, K. Miłobędzka, K. Brožek, J. Mokoš, 1975). Z tvůrců se na ní režijně podíleli i Wojciech Wieczórkiewicz a Karel Brožek.
Pro jeho mezinárodní spolupráci byla podstatná také inspirace finským národním eposem-mýtem Kalevala, ze kterého vytěžil hned čtyři samostatné inscenace ve Finsku (1984), v Austrálii (1985) i v Hradci Králové (1986 a 1987). Inicioval mezinárodní workshop na biblické téma Babylonská věž ve spolupráci Divadla DRAK, Mezinárodního institutu figurálního divadla Hradec Králové, DAMU Praha a Institutu International de la Marionnette Charleville-Mézières (Francie, 1993) a česko-japonský projekt adaptace Shakespearovy tragédie Romeo a Julie s názvem Mor na ty vaše rody!!! ve spolupráci Divadla DRAK, Mezinárodního institutu figurálního divadla Hradec Králové, DAMU Praha a The Japan Foundation (2001).

### Pedagog
V roce 1990 byl na DAMU habilitován docentem oboru „Dramatická umění – režie“ a od téhož roku zde působil jako pedagog a vedoucí Katedry alternativního a loutkového divadla. V roce 1994 získal profesuru. V letech 1993–1998 byl i proděkanem DAMU pro zahraniční záležitosti. Pedagogicky působil také ve Francii a Norsku.
Roku 1993 založil v Hradci Králové Mezinárodní institut figurativního divadla.

### Politik
V roce 2010 se stal náměstkem primátora města Hradce Králové pro kulturu, sport a cestovní ruch jako nestraník kandidující za Volbu pro město o čtyři roky později mandát obhájil a působil jako řadový zastupitel (nestraník za HDK – Hradecký Demokratický Klub).

### Rodinný život
Byl ženatý, měl dvě děti a pět vnoučat. Manželka Jana Kroftová, redaktorka ČRo.  Syn Jakub Krofta rovněž studoval na DAMU a později s otcem spolupracoval např. na inscenaci cirkusového muzikálu Pinokio.
Dcera Jana Bačová Kroftová vystudovala AVU, je známá sochařka, scénografka a ilustrátorka.

## Ocenění
- 1991 Za koncepci a realizaci projektu Katedry alternativního a loutkového divadla DAMU obdržel v roce 1991 jako historicky první laureát cenu UNIMA od Českého střediska Mezinárodní loutkářské unie UNIMA.[11]
- V březnu 2013 mu Herecká asociace udělila Cenu Thálie 2012 za dlouholeté mistrovství v oboru loutkové divadlo. Stal se tak historicky prvním laureátem této ceny (spolu s Divadlem Spejbla a Hurvínka), neboť v této kategorii byla udělena vůbec poprvé.[12][13]